# Siebershof

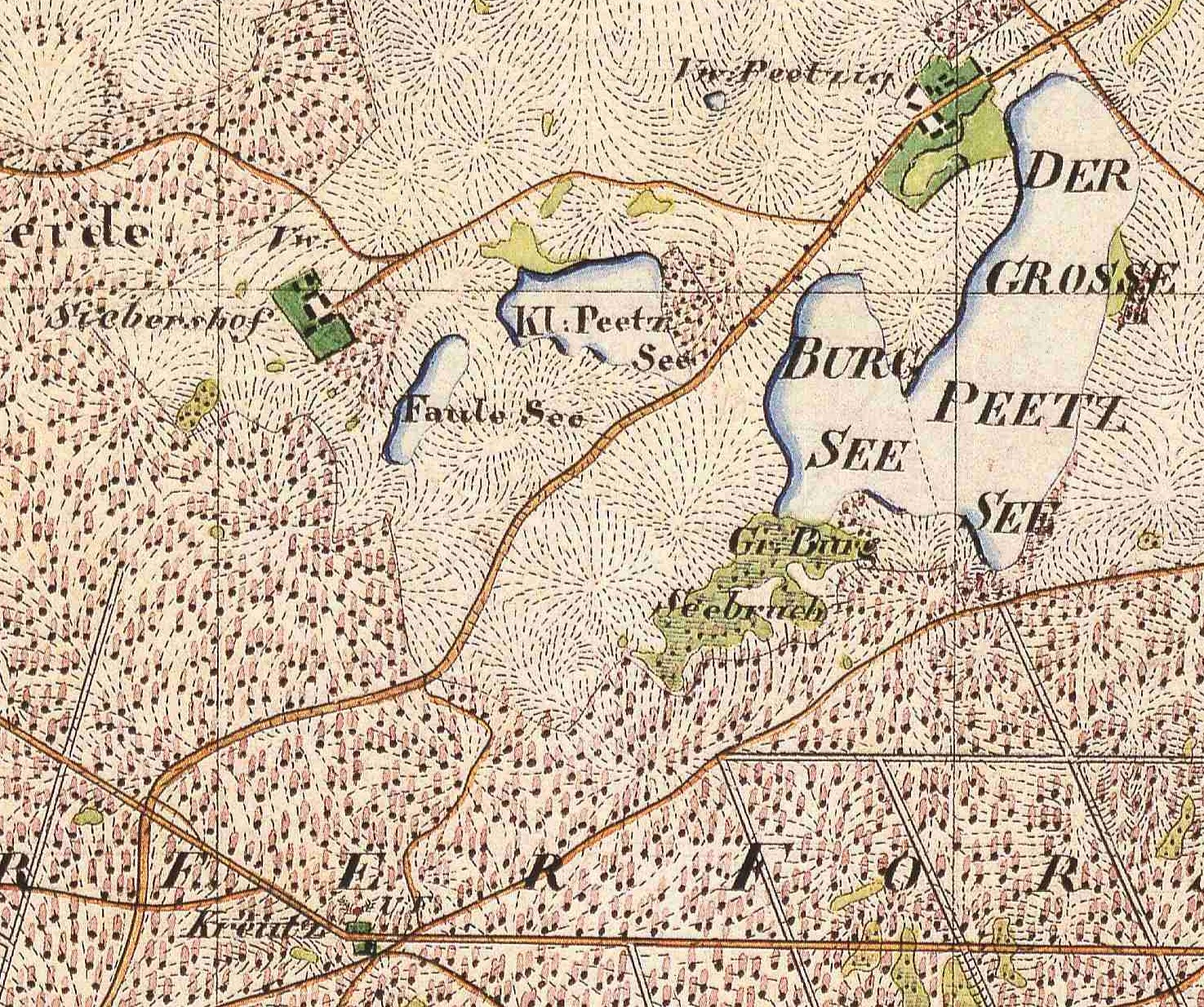
Die zwei abgegangenen Wohnplätze Kreuz und Siebershof sowie der Wohnplatz Peetzig (Ortsteil Greiffenberg), der Stadt Angermünde, Lkr. Uckermark

Siebershof war ein Wohnplatz im Ortsteil Greiffenberg der Stadt Angermünde im Landkreis Uckermark (Brandenburg). Er wurde 1825 aufgebaut und wurde wahrscheinlich erst nach dem Zweiten Weltkrieg abgerissen. Die ursprüngliche Schreibweise Sibershof änderte sich im Laufe des 19. Jahrhunderts zu Siebershof.

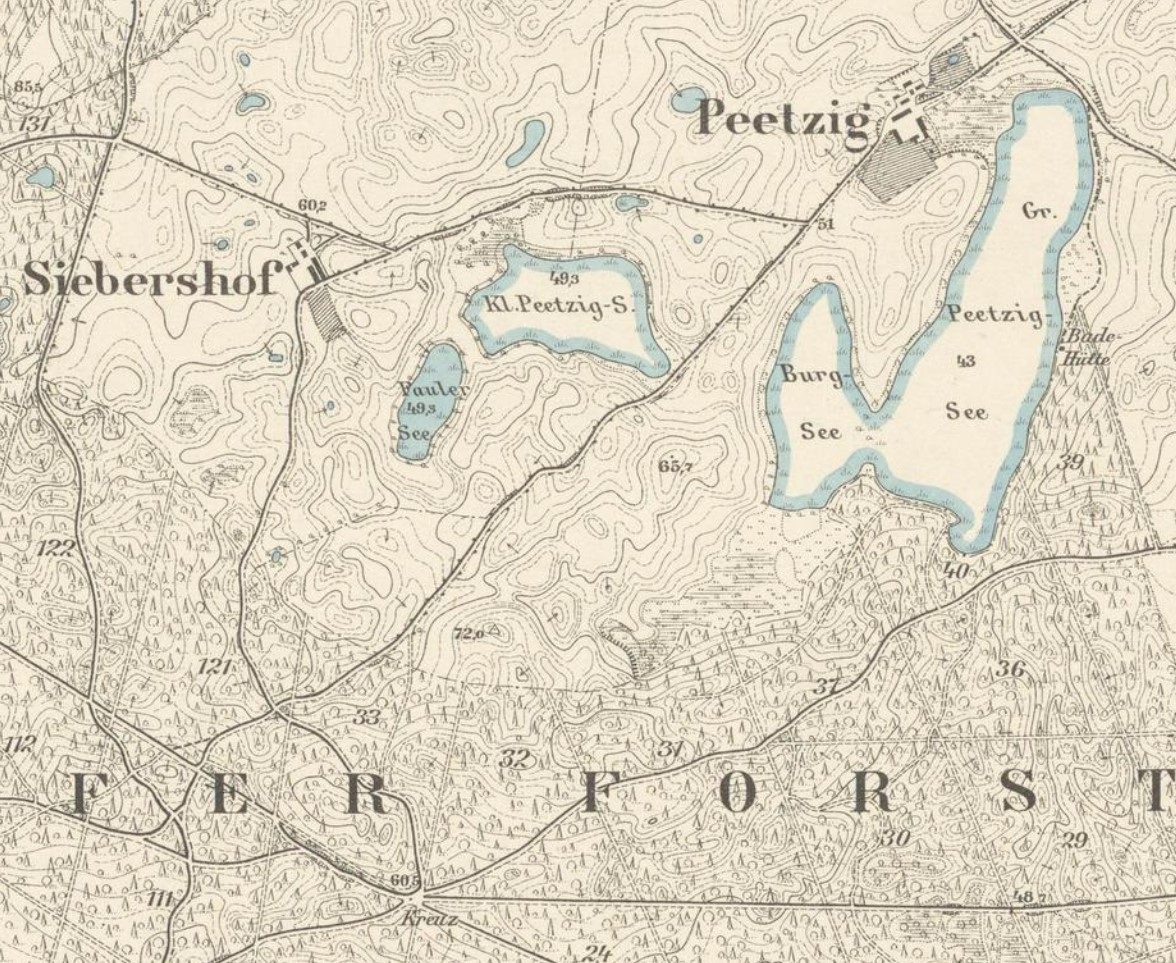
Siebershof auf der Topographischen Karte 1:25.000 2949 Greiffenberg von 1890

## Lage
Siebershof lag ca. 1,5 km südwestlich des Rittergutes Peetzig und 3,5 km südöstlich von Steinhöfel und ca. 5 km südwestlich von Greiffenberg. 400 Meter östlich liegt der Kleine Peetzigsee, etwa 300 Meter südöstlich der kleine Faule See. Der Wohnplatz lag auf 55 m ü. NHN.

## Geschichte
Das im Hochmittelalter entstandene Dorf Peetzig fiel im 15. Jahrhundert wüst. Ende des 16. Jahrhunderts wurde zunächst eine Schäferei, dann auch ein Vorwerk auf der Feldmark aufgebaut. Im Dreißigjährigen Krieg wurden Schäferei und Vorwerk zerstört. Bis 1705 war wieder ein Vorwerk auf der Feldmark Peetzig aufgebaut worden, das Rittergutsqualität erhielt.
1818 verkaufte der von Karl Friedrich von Wedel-Parlow (1765–1832) Landrat des Kreises Angermünde das Rittergut Peetzig an Carl Ernst Ludwig Rehfeldt und Friedrich Wilhelm Siber. Siber war mit der Schwester von Rehfeldt, Johanna Ernestina Wilhelmina Rehfeldt, verheiratet. Von 1819 bis 1825 besaßen Friedrich Wilhelm Siber und der Carl Ernst Ludwig Rehfeld(t) gemeinsam das Rittergut Peetzig. 1825 teilten sie die Gemarkung. Rehfeld behielt das Rittergut Peetzig und die östliche Hälfte der Feldmark Peetzig. Friedrich Wilhelm Siber errichtete auf seiner, der westlichen Hälfte der Feldmark Peetzig ein neues Vorwerk. 1826 heißt es im Amtsblatt der Königlichen Regierung zu Potsdam: Dem auf der getheilten Feldmark des Rittervorwerks Peetzig bei Greifenberg im Angermündeschen Kreise neu erbauten Vorwerke, ist die Benennung Sibershof beigelegt worden. Siber besaß das Gut noch bis 1834. Von 1834 bis 1835 war es im Besitz des Ernst Wilhelm Hoefer. 1835 bis 1840 soll es der Ökonom Winterfeldt besessen haben. Nach der Topographie der Untergerichte der Kurmark Brandenburg von 1837 gehörte der Sibershof zu dieser Zeit jedoch dem Ritterschaftsrat Albrecht Otto von Wedell-Parlow zu Neu-Günterberg. 1840 bestand das Gehöft Sibershof aus vier Wohnhäusern und einer nicht genannten Anzahl von Wirtschaftsgebäuden. Der Wohnplatz hatte damals immerhin 52 Einwohner. 1840 bis 1841 war es dann im Besitz des Georg Carl von Scheven, der es an einen Herrn Büring verkaufte. Auch Büring behielt das Vorwerk nicht lange und verkaufte es 1845 an Graf Carl von Moltke, der es bis 1852 behielt.
Dann wechselte es in den Besitz des Grafen Friedrich Wilhelm von Redern (1802–1883) auf Görlsdorf und Greiffenberg. 1861 bestand der Sibershof aus drei Wohngebäuden und sieben Wirtschaftsgebäuden und hatte 56 Einwohner. Insgesamt war das Gut 1583 Morgen groß, davon entfielen 17 Morgen auf das Gehöft selber, 1400 Morgen waren Acker, 126 Morgen Wiesen und 40 Morgen Wald. Der Tierbestand ist mit 12 Pferden, 23 Stück Rindvieh und 500 Schafen angegeben. Siebershof gehörte damals zum Schlossgut Greiffenberg. Adolf Frantz gibt dagegen für 1863 die Gesamtgröße mit 1631 Morgen an, davon 1543 Morgen Acker, 126 Morgen Wiese und 63 Morgen Forst. 1871 war Siebershof ein eigener Gutsbezirk mit drei Wohngebäuden und 43 Einwohnern. 1874 wurde der Gutsbezirk Siebershof dem Amtsbezirk 20 Görlsdorf des Kreises Angermünde zugewiesen. Das General-Adressbuch der Ritterguts- und Gutsbesitzer im Deutschen Reiche von 1879 nannte erstmals Hektarzahlen: Gesamtgröße 388,83 ha, davon 343,70 ha Acker, 32,29 ha Wiesen, 7,28 ha Weiden und 5,56 ha Wasser. Der Graf von Redern hatte das Gut an einen Oberamtmann Bündiger verpachtet. Der Grundsteuerreinertrag betrug 2868 Mark. 1884 war Sieberthof an den Grafen Heinrich von Redern (1804–1888) übergegangen. Er hatte die beiden Güter Peetzig und Siebershof an den Amtmann August Kayser verpachtet. Die Gesamtgröße war nun mit 412 ha angegeben, davon 357 ha Acker, 33 ha Wiesen, 7 ha Weiden und 15 ha Wasser. Der Grundsteuerreinertrag betrug 2865 Mark. 1888 verstarb Graf Heinrich von Redern; ihm folgte sein Sohn Wilhelm Heinrich (1842–1909) nach. 1896 hatte das Vorwerk Siebershof nur noch 9 Einwohner. 1900 war nur noch ein Wohnhaus vorhanden. 1896 und 1903 waren die beiden Güter Peetzig und Sieberthof an Odo Bartels verpachtet. 1907 war der Siebershof mit dem Gut Peetzig zusammen gelegt worden. Pächter war Odo Bartels, der auch das Dampfsägewerk Marienmühle betrieb. Die Marienmühle lag beim Bahnhof Greiffenberg.
Nach dem Tod des Wilhelm Heinrich 1909 folgte ihm sein Sohn Wilhelm von Redern (1888–1914 gef. bei Ypern) als Besitzer nach. 1914 hatte der Graf Redern die Landwirtschaft der beiden Güter Peetzig und Siebershof Julius Schultze zur Administration übertragen, den Betrieb des Dampfsägemühlenbetriebs Reinhold Newrzella. Letzterer war auch für die Forsten des Grafen Wilhelm Heinrich von Redern zuständig.
1921 und 1929 war Victoria Marie Fürstin zu Lynar Gräfin von Redern (1889–1981), Tochter des Grafen Wilhelm Heinrich von Redern (1842–1909) und der Marie Caroline Gräfin Lichnowski (1861–1933) und verheiratet mit Ernst Fürst zu Lynar (1875–1934), Besitzerin des riesigen Grundbesitzes der von Redern im Barnim und der Uckermark, und damit auch der Güter Peetzig und Siebershof. Die Landwirtschaft der beiden Güter wurde 1923 und 1929 von Ernst Holzkamm administriert. Für das Dampfsägewerk war 1923 weiterhin Reinhold Newrzella zuständig. 1929 hatte Ferdinand Marquardt die Leitung des Sägewerkes übernommen.
1928 wurde der Gutsbezirk Siebershof mit der Gemeinde Greiffenberg vereinigt. Der westliche Teil des Gutsbezirks kam an die neugebildete Gemeinde Neuhaus. 1931 war Siebershof ein Wohnplatz der Gemeinde Greiffenberg. Wann der Siebershof schließlich abgerissen wurde, ließ sich bisher nicht ermitteln, wahrscheinlich aber erst nach dem Zweiten Weltkrieg.